# Gresse
Pour les articles homonymes, voir Gresse (homonymie).
La Gresse, dite aussi torrent de la Gresse, est une rivière du Sud-Est de la France située dans le département de l'Isère, en Auvergne-Rhône-Alpes. Sous-affluent du Rhône par le Drac et l'Isère, elle prend sa source dans le massif du Vercors, sur la commune de Gresse-en-Vercors, et se jette une trentaine de kilomètres en aval dans le Drac entre Varces-Allières-et-Risset et Champagnier.

## Hydronymie
Le nom Gresse signifie « le pays des pierres », altération du celte gravo ou grava qui désignait « un endroit où la pierre ou le rocher est abondant » ou dérivé des mots « Gressa » et « Gressano » qui signifieraient « un sol graveleux et caillouteux ».
La Gresse donne son nom à la commune de Gresse-en-Vercors ainsi qu'à la vallée de la Gresse, cernée à l'ouest par la montagne d'Uriol et à l'est par le Petit Brion et le Grand Brion.
Tout comme la vallée, la rivière est divisée en deux parties distinctes : la basse Gresse (Varces, Vif, Le Genevrey) et la haute Gresse (Miribel-Lanchâtre, Saint-Guillaume, Gresse-en-Vercors).

## Géographie

### Cours

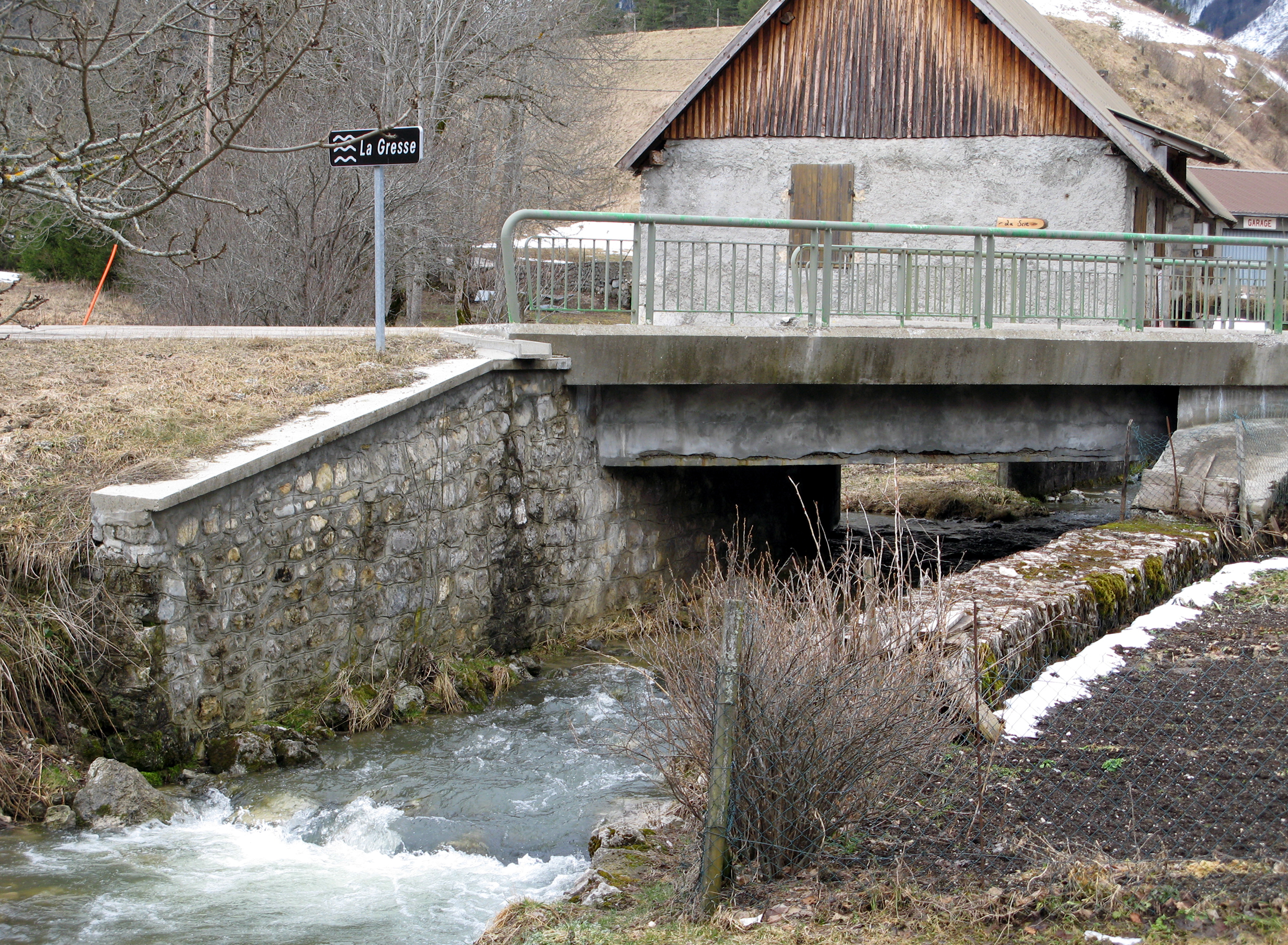
La Gresse à Gresse-en-Vercors.

Rivière de régime nivo-pluvial, le cours d'eau de la Gresse est long de 34,6 km. Elle prend sa source en Isère, au sein du parc naturel régional du Vercors, dans le massif du même nom. Sa source est celle des « sources de la Gresse », située en amont de la commune de Gresse-en-Vercors, à environ 1 200 m d'altitude.
Après avoir traversé les gorges en aval de Gresse-en-Vercors, le cours débouche sur la vallée de la Gresse au niveau de Saint-Guillaume et continue sa route vers le nord jusqu'à la plaine de Reymure. La Gresse conflue en rive gauche du Drac, entre les communes de Varces-Allières-et-Risset et Champagnier, à une altitude d'environ 247 m.

### Communes traversées
La Gresse traverse une dizaine de communes, toutes situées dans le département de l'Isère :
- Gresse-en-Vercors
- Saint-Guillaume
- Miribel-Lanchâtre / Saint-Martin-de-la-Cluze / Sinard / Saint-Paul-lès-Monestier
- Saint-Barthélemy du Gua
- Le Gua
- Le Genevrey
- Vif
- Varces-Allières-et-Risset / Champagnier (lieu de confluence)[5]

En ce qui concerne les cantons, la Gresse prend sa source dans le canton de Matheysine-Trièves et conflue dans le canton du Pont-de-Claix. Le cours traverse donc les intercommunalités  communauté de communes du Trièves et Grenoble-Alpes Métropole.

## Affluents

### Principaux affluents
Les affluents de la Gresse sont exclusivement des ruisseaux et des rus,.
Les affluents de sa rive gauche, en partant du nord, sont :
- Ruisseau du Champa (2 km),
- Ruisseau du Bruyant (8 km),
- Ruisseau Verdant de Cassoulet (3 km),
- Ruisseau des Ruinas (1 km),
- Ruisseau de la Chapelle (5 km),
- Ruisseau de Berrièves (8 km),
- Ruisseau de la Daraze (4 km).

Les affluents de sa rive droite, en partant du nord, sont :
- Ruisseau du Poyet (2 km),
- Ruisseau de la Merlière (2 km),
- Ruisseau des Cadorats (3 km),
- Ruisseau du Fanjaret (10 km),
- Ruisseau du Bourret (1 km),
- Ruisseau de l'Aulanier (3 km),
- Ruisseau du Ciel (3 km).

### Rang de Strahler
Le rang de Strahler maximum de la Gresse (en aval) est de 4, tandis que le rang de Strahler minimum (en amont) est de 1.

## Histoire

### XVIIe—XVIIIesiècles

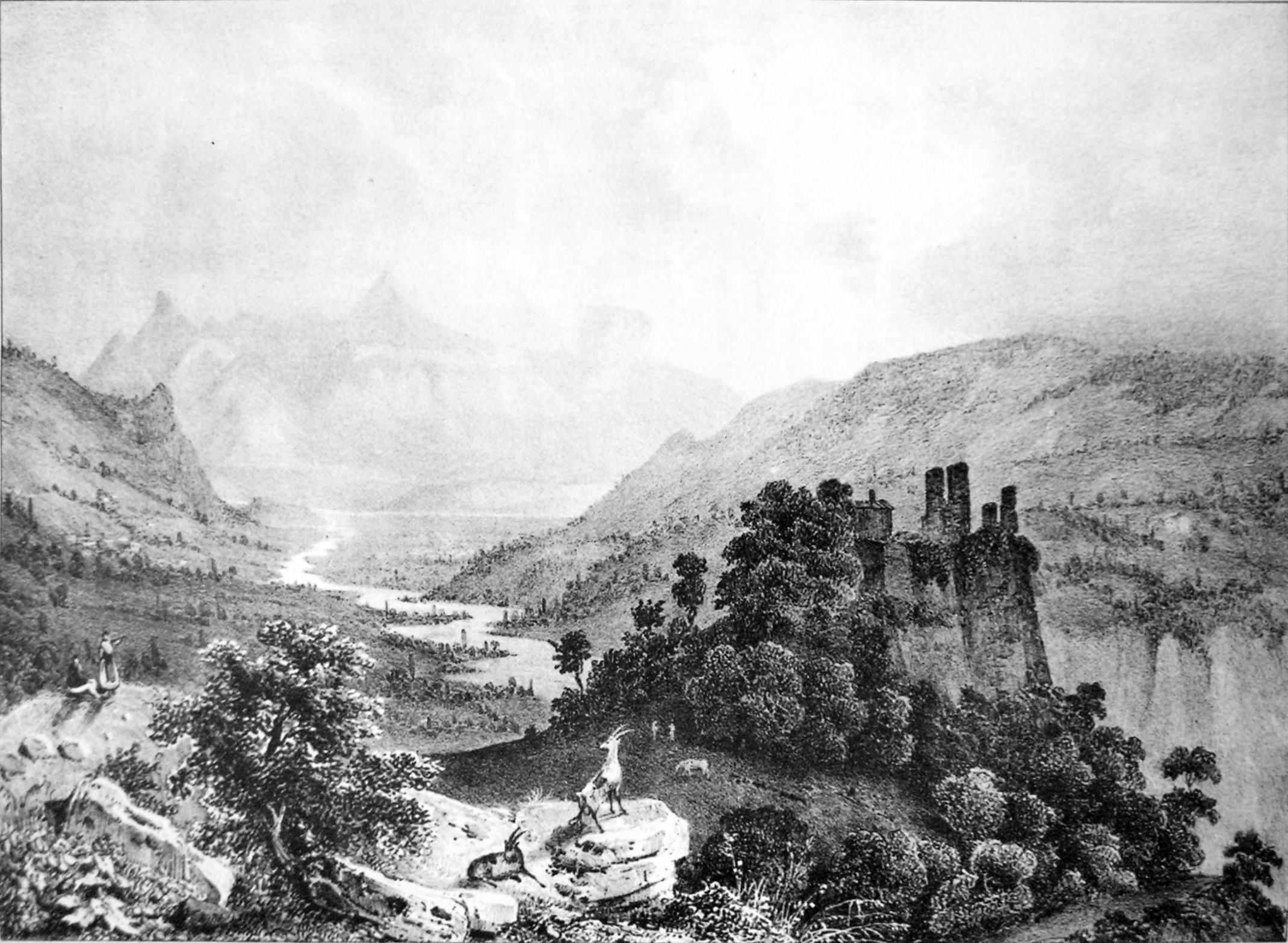
La vallée de la Gresse aux environs de la fontaine ardente du Gua, au XIXe siècle, illustrée par Victor Cassien (1808 - 1893).

Historiquement, la Gresse est plusieurs fois sortie de son lit en provoquant de plus ou moins grands dégâts dans son sillage. Des digues ont été construites pour la canaliser à proximité de Vif et de Varces-Allières-et-Risset, et ce depuis le XVIIIe siècle. Ces crues surviennent durant deux périodes particulières : les précipitations en automne, ainsi que la fonte des glaces du Vercors accompagnée d'averses de saison au printemps.
Jusqu'au XVIIe siècle, la Gresse traversait le côté oriental de la vallée de la Gresse et longeait les montagnes du Grand Brion et du Petit Brion avant d'aller se jeter dans le Drac au niveau du domaine de La Santon et de l'actuel étang Noiret (plaine de Reymure). Mais après une très forte et violente crue, en 1646, la rivière sortit de son lit et changea son cours qui se mit à suivre les coteaux de la montagne d'Uriol, dans la partie ouest de la vallée, détruisant dans son sillage de nombreuses habitations et entravant les domaines du Breuil et de Malissière. Ce changement subi poussa par la suite les communes de Vif et de Varces à édifier des digues le long du lit de la Gresse pour éviter les inondations, notamment les Dominicains installés dans le domaine du Breuil, qui édifièrent les premières digues et drainèrent l'eau en plantant des peupliers,.

### XIXesiècle

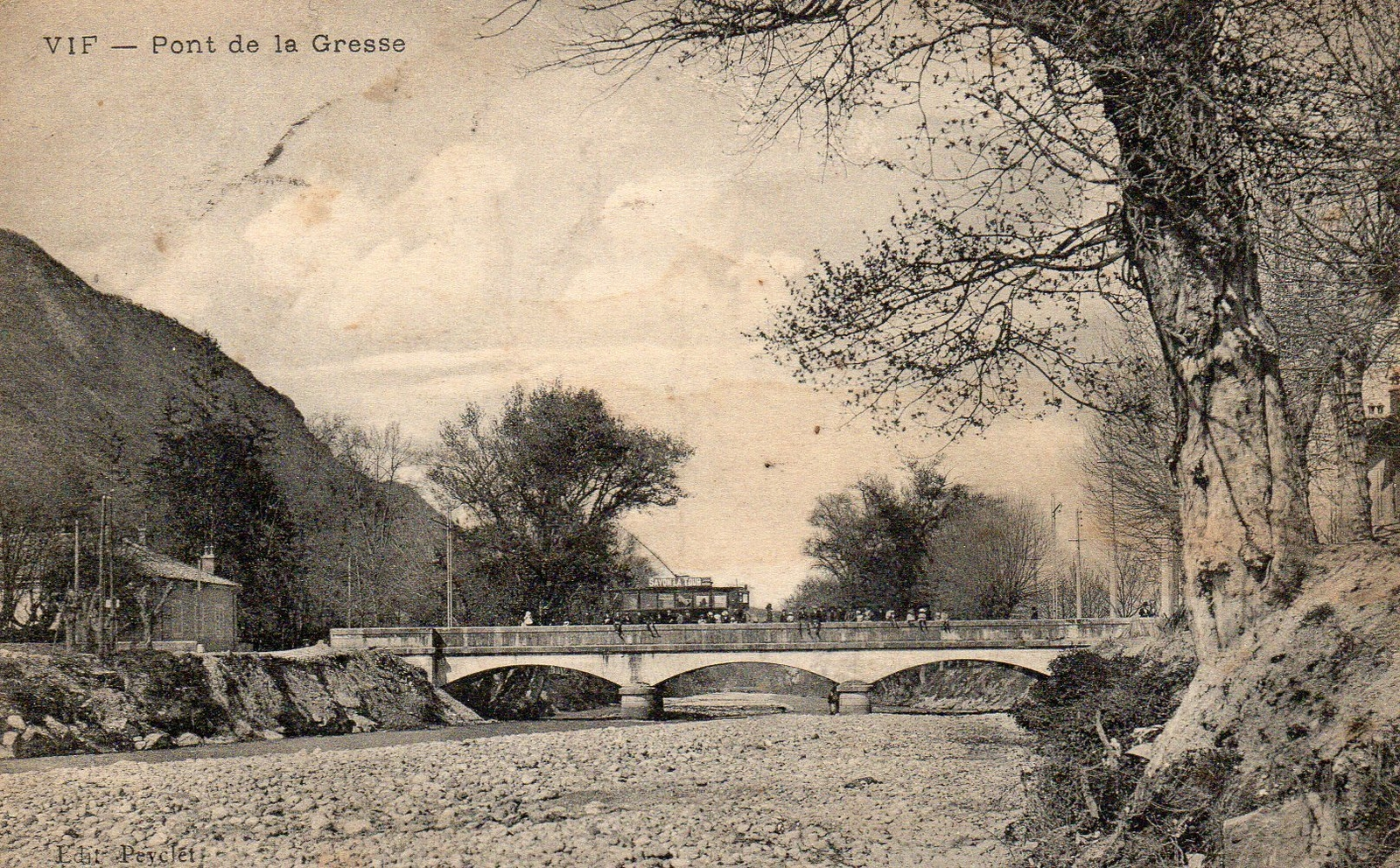
Le pont de pierre sur la Gresse en 1914.

Le premier pont édifié au-dessus du nouveau lit de la Gresse était un ouvrage en bois datant de 1710 qui finit par être emporté par une autre crue violente de la rivière, et c'est seulement quelques décennies après une importante campagne d'endiguement (toujours entre Vif et Varces) organisée entre 1769 et 1775 que fut construit le tout premier pont en pierre, en 1832, au niveau du centre-bourg de Vif et du domaine du Breuil.
Avec la ruée vers l'or gris dans la vallée à partir de 1850, la Gresse fut souvent utilisée par les cimentiers de la région : en 1871, la cimenterie Vicat, au Genevrey, fit édifier un mur canal sur les rives est de la Gresse dans le but de contenir les eaux du lit et de les employer pour faire tourner les huit moulins affrétés à l'usine. En 1890, le « Pont des cimentiers », dans le quartier des Garcins de Vif, est construit pour faciliter le transport du calcaire extrait sur la montagne d'Uriol par les compagnies cimentières.

### Les crues
Malgré les digues édifiées depuis le XVIIIe siècle, de nombreuses crues provoquèrent des inondations dans la vallée de la Gresse tout au long de l'histoire, : en 1765, en janvier 1791 (à Varces), en 1927, dans la nuit du 13 au 14 février 1990 (au Gua, Genevray et Vif) ainsi qu'en 1993. Mais la plus grosse crue fut sans conteste celle de 1646.
En 1993, une nouvelle crue fragilise cette fois-ci le pont des Garcins qui par la suite sera réservé aux piétons et cyclistes. Après une énième crue en janvier 2018 provoquée par la tempête Eleanor, qui fait notamment perdre au terrain de l'ancienne cimenterie Vicat près de 1 000 m², une campagne d'inspection des ouvrages d'arts est lancée en septembre 2018, et le pont des Garcins est finalement fermé par arrêté municipal aux piétons.

## Aménagements

### Ponts et ouvrages d'art

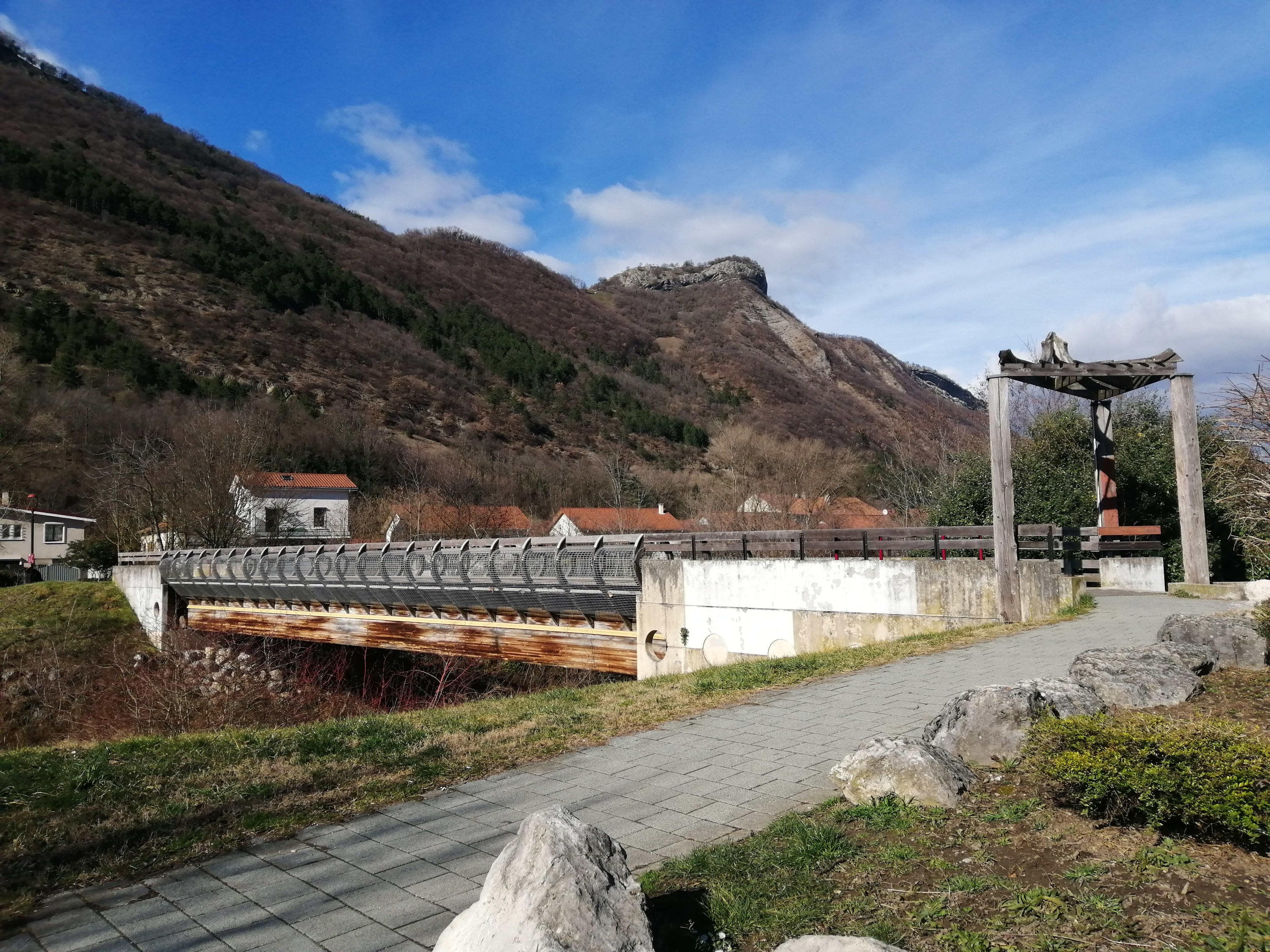
La passerelle de bois à Vif.

En plus du pont de pierre du centre-ville de Vif, plusieurs autres ouvrages d'arts enjambent le lit de la Gresse :
- Le pont de Genevrey, à la frontière entre Vif et Les Saillants-du-Gua et qui permet le passage de la D8 ;
- Le pont de la Gresse, à Varces, au niveau de la rue Léo Lagrange ;
- Le pont de la déviation, à l'entrée de Vif ;
- Le pont des Garcins, dans le quartier éponyme à Vif, qui fut réservé aux piétons à partir de 1993 puis totalement interdit d'accès en 2018 ;

Plusieurs passerelles sont aussi à dénombrer, dont la passerelle de bois en face de l'école André Malraux, à Vif.

## Milieu naturel

### Faune
Les bords de la Gresse sont peuplés par des hérons (cendrés et garde-bœufs), friands de poissons blancs, ainsi que par différentes espèces d'amphibiens : crapauds communs, grenouilles vertes, rainettes vertes…

### Faune piscicole
La faune piscicole de la Gresse est en majeure partie composée de poissons blancs, dont l'espèce présente la plus notable est une colonie de barbeaux de deux ordres : le barbeau commun et le barbeau méridional. Des suifs (de la famille des blageons) et des chevesnes sont aussi présents dans la rivière,.
Pour la pêche, de nombreux lâchers de truites arc-en-ciel sont organisés à chaque début de saison par la Gaule de la Vallée de la Gresse, l'une des associations agréées de pêche et protection du milieu aquatique de l'Isère,.

## Galerie

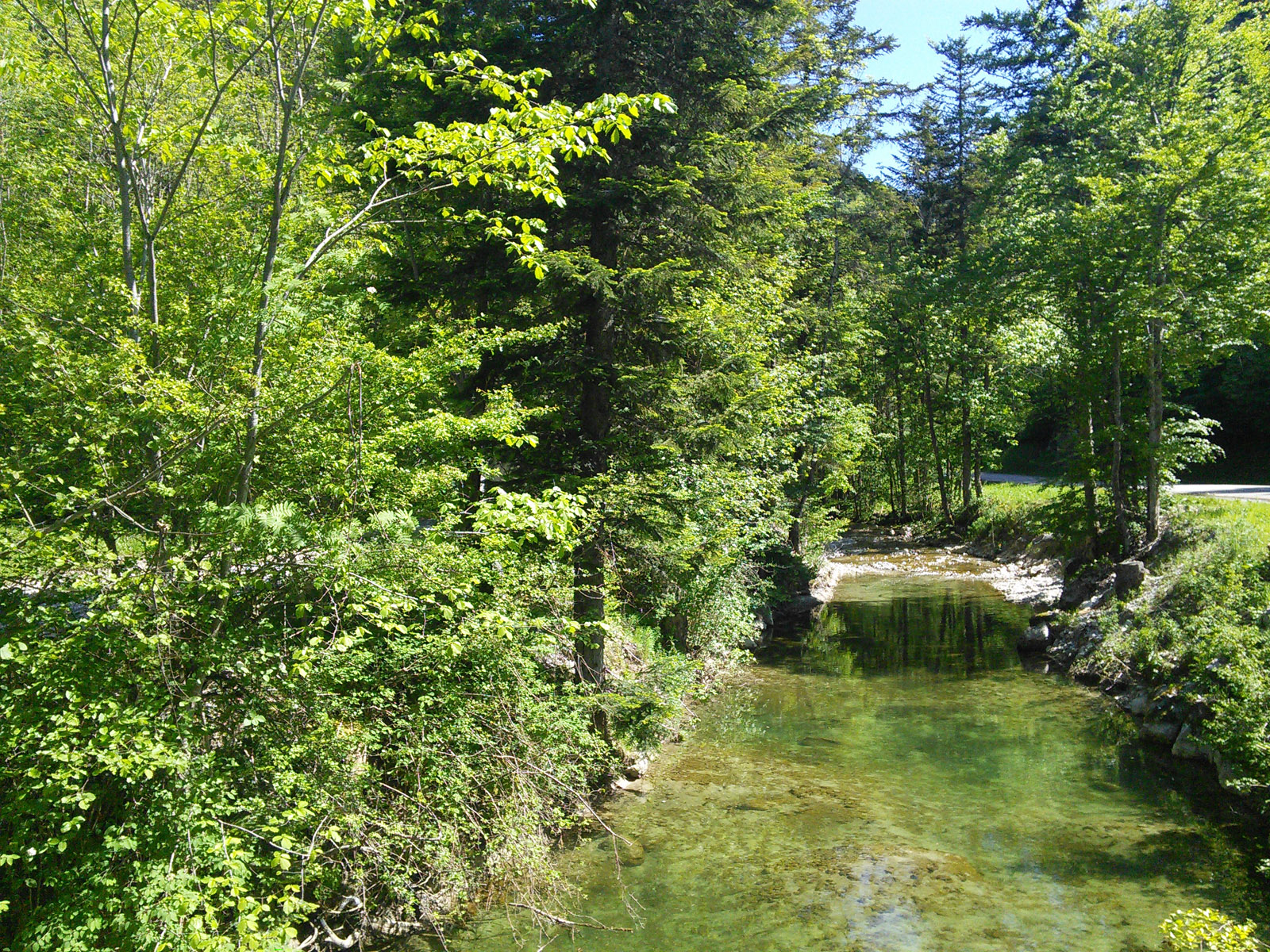
La Gresse le long de la D8 vers Gresse-en-Vercors.
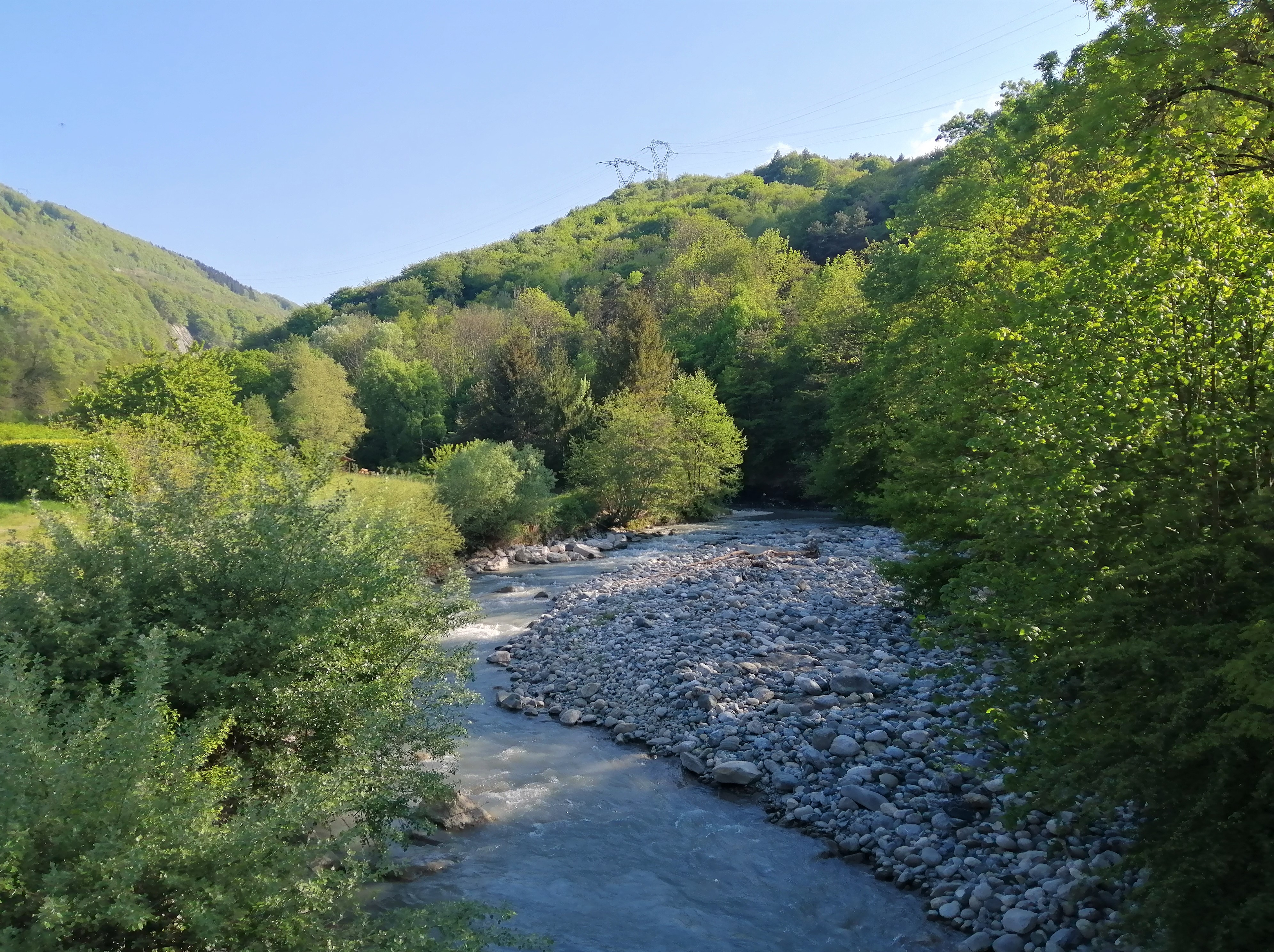
La Gresse au hameau d'Essart-Garin (Saint-Martin-de-la-Cluze).
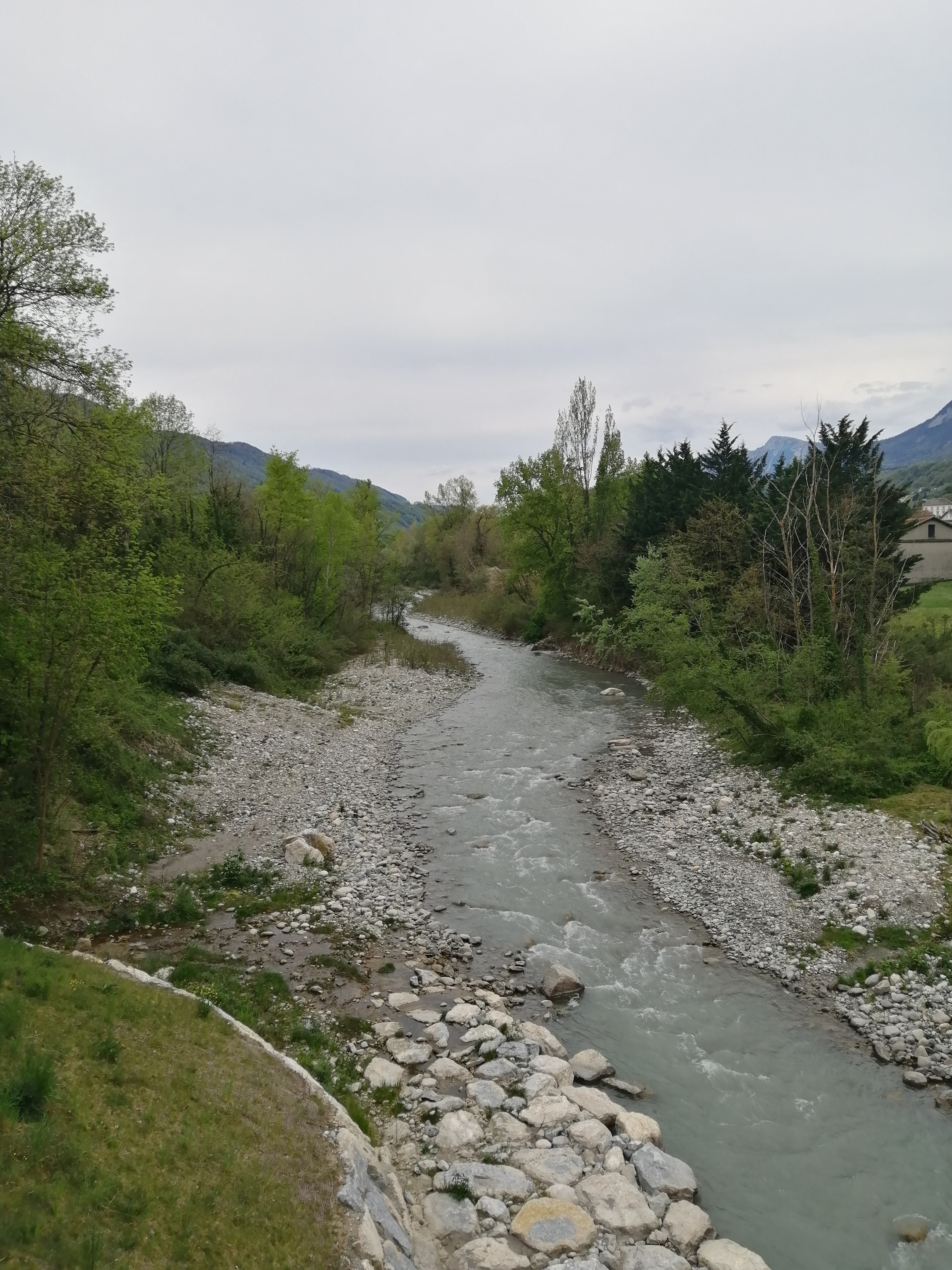
La Gresse depuis le Pont de Genevrey.
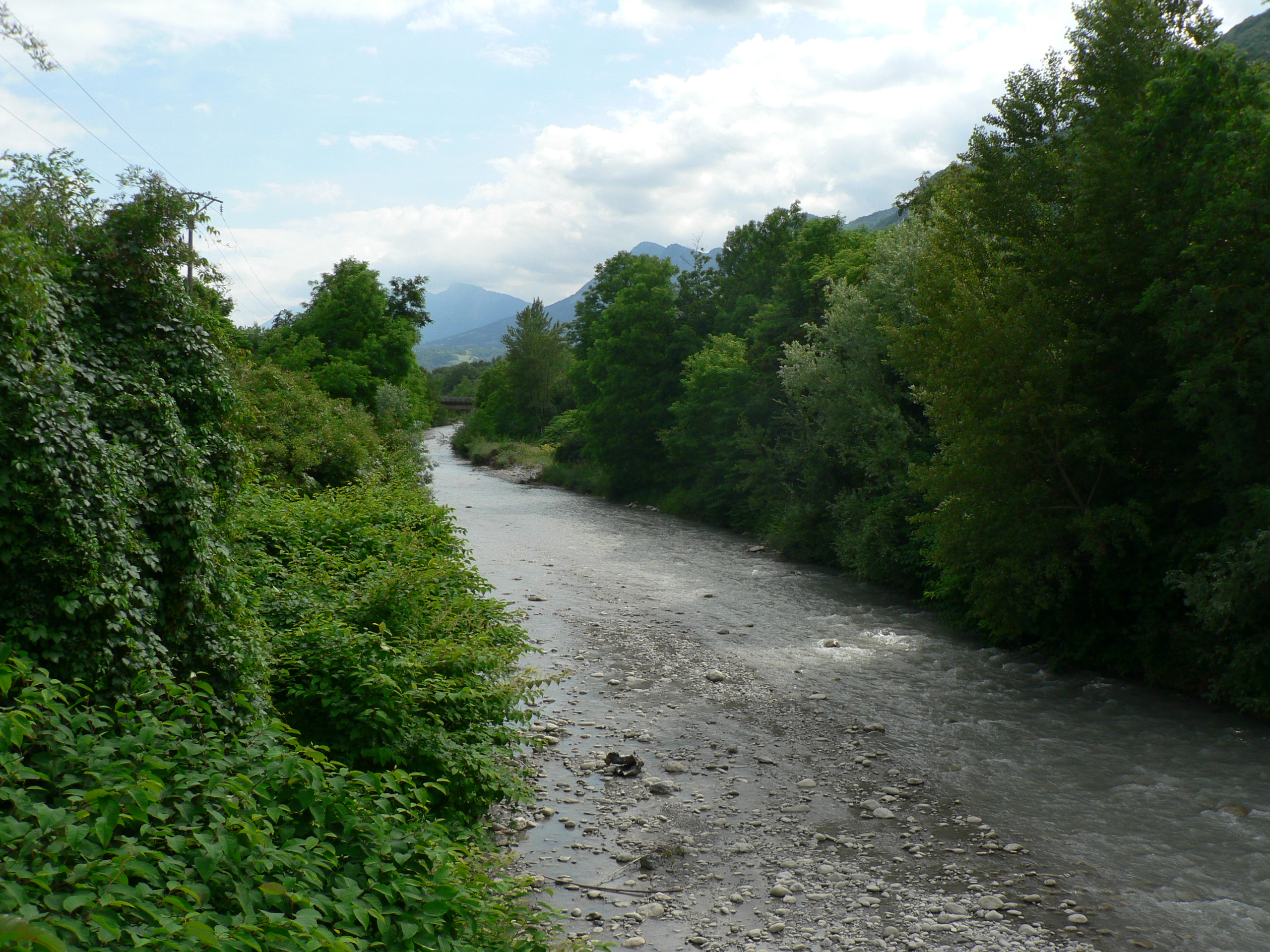
La Gresse depuis le centre-ville de Vif.
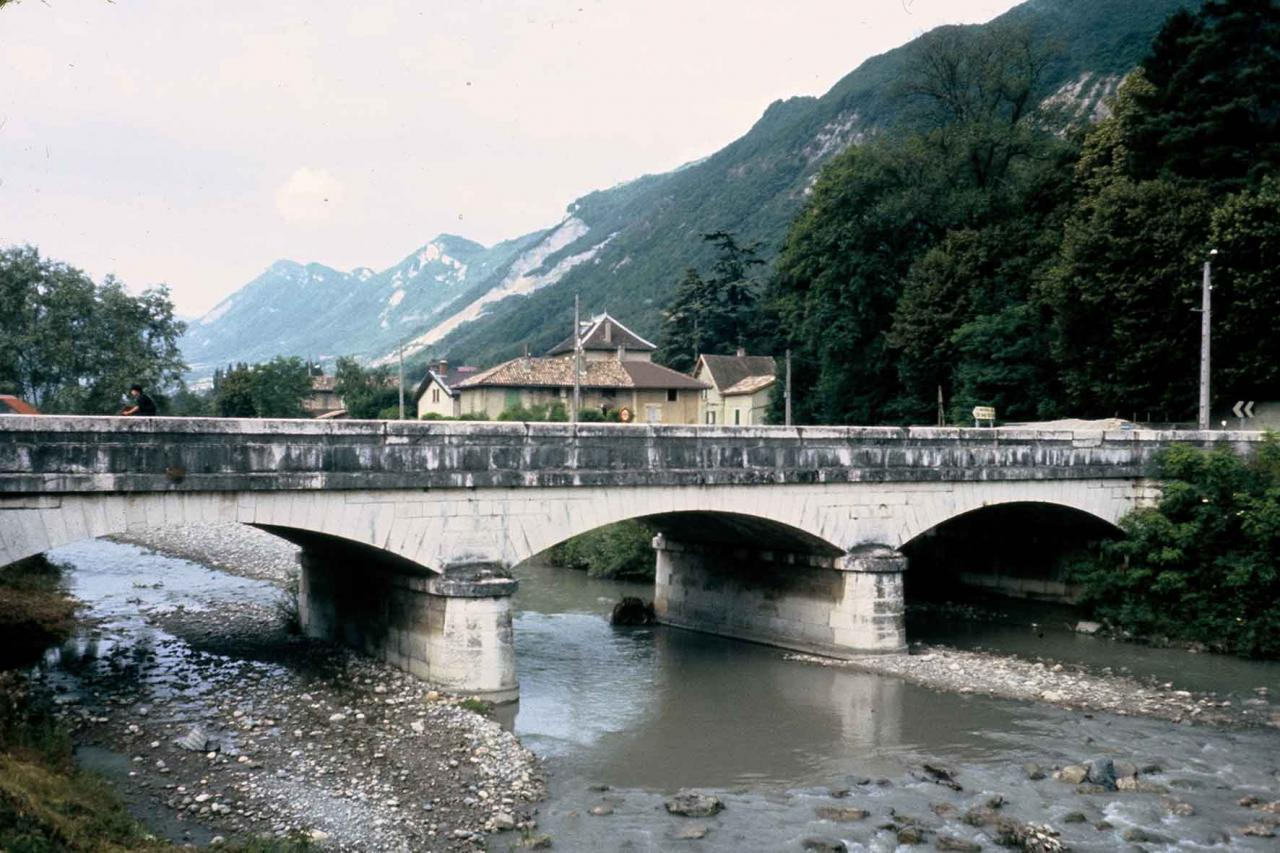
Le « pont de pierre » de Vif, enjambant le lit de la Gresse.
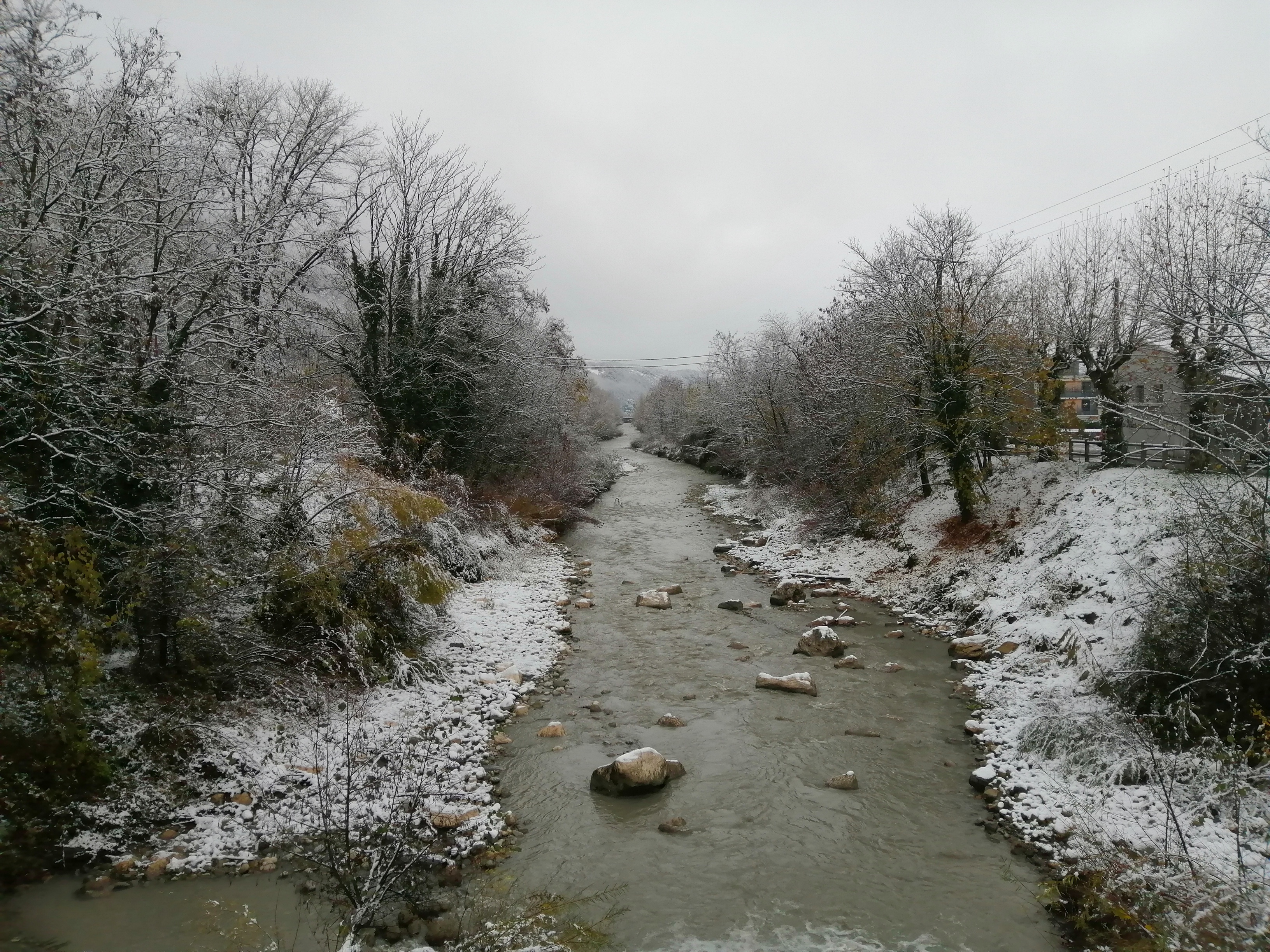
La Gresse en décembre.